# Pedro Emilio Dancuart
Pedro Emilio Dancuart Galup (Lima, 19 de octubre de 1847 - ibídem, 5 de diciembre de 1911) fue un economista y político peruano. Combatiente de la guerra del Pacífico, parlamentario y compilador de documentos valiosos para el estudio de la historia parlamentaria y económica fiscal de su país.

## Biografía
Hijo del ingeniero alemán Enrique Dancuart y de la limeña Mercedes Galup. Se educó en el Seminario Conciliar de Santo Toribio y en la Escuela Normal Central, plantel este último de gran prestigio, cuyo director era José Granda Esquivel. 
Muy joven aún, incursionó en el periodismo, colaborando en El Peruano, El Heraldo y otras publicaciones (1864-1869). Luego pasó a la administración pública, ejerciendo de secretario de la prefectura de Cuzco (1869) y cajero fiscal en el departamento de Apurímac (1874). 
Clausurado el parlamento tras el golpe de Nicolás de Piérola en 1879, fue nombrado cajero fiscal del departamento de Huancavelica (1880). Estando en la sierra central, se le encomendó apoyar la defensa contra los invasores chilenos, en plena Guerra del Pacífico. Organizó unidades de reserva y con el grado de coronel, marchó al Callao para contrarrestar el bloqueo de la escuadra chilena. 
Elegido diputado por la provincia de Tayacaja, formó parte de la Asamblea Nacional de Ayacucho en 1881. Fue secretario del general Andrés A. Cáceres, a quien apoyó durante toda la Campaña de la Breña, principalmente en la recaudación de los fondos necesarios para las actividades bélicas. En reconocimiento a su labor, fue nombrado comisario de Guerra y Marina (1883) y luego comisario ordenador del ejército (1884). 
Durante la guerra civil de 1884-1885, el gobierno revolucionario de Cáceres, con sede en Huancayo, le encargó la organización de una Dirección de Contabilidad General y de Crédito. Triunfante Cáceres y establecido su gobierno en Lima en 1886, aquella oficina se transformó en la Dirección General de Hacienda, en la que Dancuart se mantuvo a la cabeza. Poco después, pasó a la Dirección General de Aduanas, sector clave en la economía nacional por ser entonces la que mayores recursos aportaba al erario. Visitó a las tesorerías departamentales de Ayacucho, Huancavelica, Junín, Callao, Puno, Cuzco y Arequipa en 1888 y emitió minuciosos informes de cada una de ella, así como otro de carácter general, llegando a plantear reformas, que no fueron atendidas.
Volvió también a ser elegido diputado por Tayacaja, en reiteradas ocasiones entre 1886 y 1894. Tras un intermedio, volvió a ser elegido diputado por esa provincia entre 1901 y 1912.
Fue uno de los miembros fundadores del Instituto Histórico del Perú (1905) y gerente de la Sociedad Nacional de Industrias. Estuvo casado con Carmela O’Higgins.

## Publicaciones
Realizando las tareas propias de su función administrativa, publicó los siguientes informes: 
- Informe del visitador general de tesorerías departamentales del Perú (1888)
- El estanco de la sal en el Perú (1902)
- Despacho de buques y mercaderías en el Perú (1905).

Interesado en la evolución histórica del Poder Legislativo y la hacienda pública, sectores que conocía muy bien por haber laborado en ellos, empezó la publicación de dos valiosas series documentales: 
- Anales de la hacienda pública del Perú (en diez volúmenes, 1902-1908). Fue continuada por José Manuel Rodríguez hasta el tomo 24 (1926).
- Crónica parlamentaria del Perú (en cuatro volúmenes, 1906-1919), que abarca el periodo republicano de 1822 a 1857.